# Bharat Biotech
Bharat Biotech International Limited és una empresa biotecnològica índia amb seu a Hyderabad (Índia) dedicada al descobriment de medicaments, al desenvolupament de medicaments, a la fabricació de vacunes, a la bioteràpia, als productes farmacèutics i als productes sanitaris.